# Eois planetaria
Eois planetaria är en fjärilsart som beskrevs av W. Warren 1907. Eois planetaria ingår i släktet Eois och familjen mätare. Inga underarter finns listade i Catalogue of Life.